# Observatoire de Nice
Observatoire de Nice (pl. Obserwatorium w Nicei) – obserwatorium astronomiczne zlokalizowane na szczycie góry Mont Gros w Nicei, we Francji. Obserwatorium ufundowane zostało w 1879 roku przez bankiera Raphaëla Bischoffsheima. Architektami byli Charles Garnier i Gustave Eiffel, który stworzył projekt głównej kopuły.

## Historia

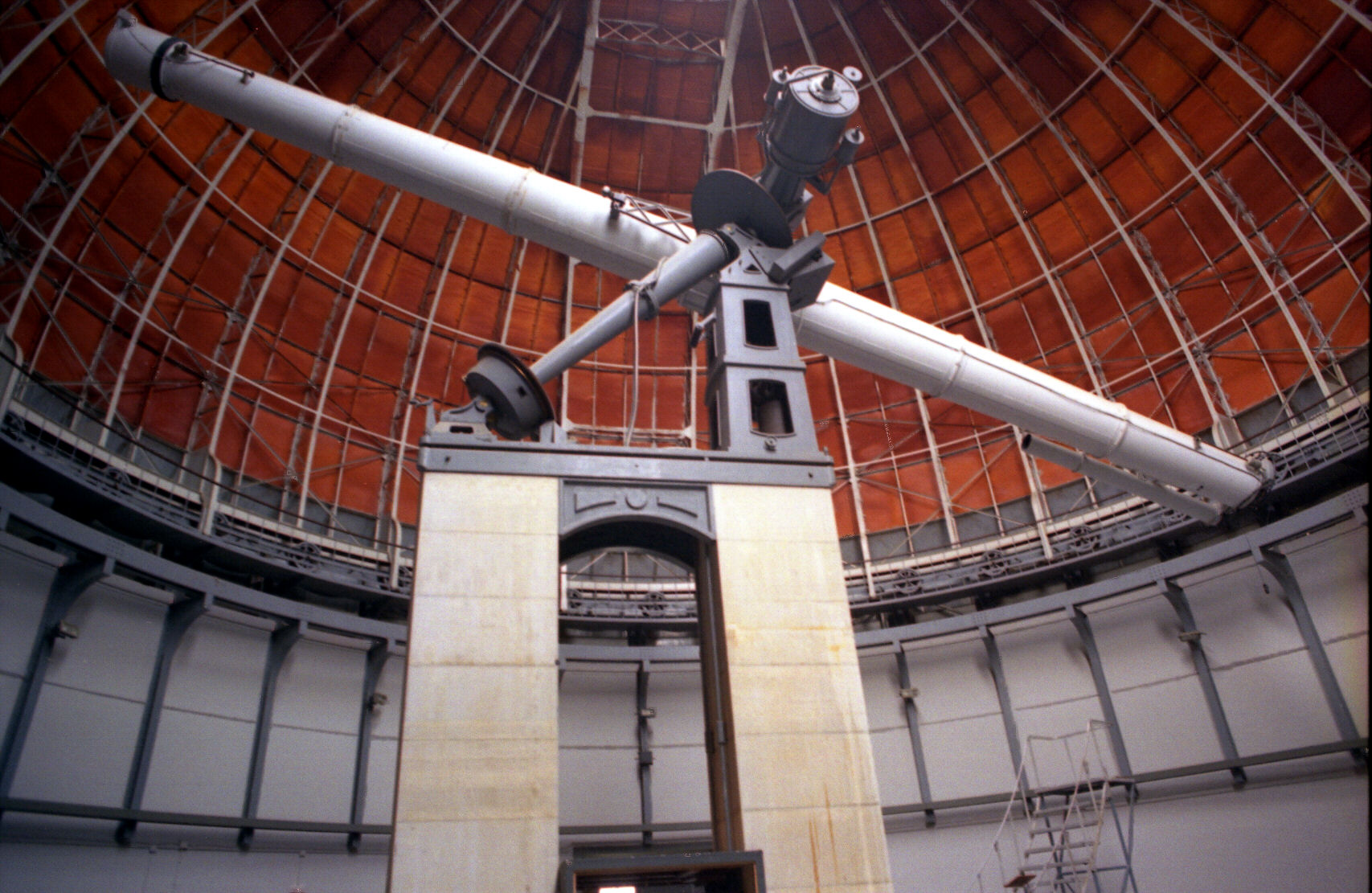
77 cm refraktor (kiedy powstał był największym, najdłuższym i najwyżej położonym teleskopem soczewkowym na świecie).

77 cm refraktor, zbudowany przez braci Henry i Paula Gautiera i uruchomiony ok. 1886–1887, był największy w obserwatorium sfinansowanym ze środków prywatnych. Był także pierwszym stałym „górskim” obserwatorium w Europie, zbudowanym na szczycie góry Mont-Gros, na wysokości 375 m n.p.m.. Miało nieznacznie większy otwór, kilka metrów dłuższy, a także zlokalizowany wyżej od nowo utworzonego (1895) obserwatorium w Pułkowie (z refraktorem 76 cm) w Imperium Rosyjskim oraz obserwatorium w Wiedniu (68 cm; ukończone na początku lat 80. XIX w.).
Rekord dla największego teleskopu soczewkowego został poprawiony przez 91 cm (35,83 cal) refraktor zainstalowany w Obserwatorium Licka, który powstał (na wysokości 1290 m n.p.m.) w 1889 roku.
Jako instytucja naukowa Obserwatorium w Nicei nie istnieje. Zostało ono połączone z jednostką naukową CERGA tworząc w 1988 roku Observatoire de la Côte d’Azur.

## Dyrektorzy placówki
- 1880–1904: Henri Joseph Anastase Perrotin[11]
- 1904–1917: General J. A. L. Bassot[12]
- 1917–1962: Gaston Fayet[12][13]
- 1962–1969: Jean-Claude Pecker[14]
- 1969–1972: Philippe Delache[15]
- 1975: Philippe Delache[15]
- 1989–1994: Philippe Delache[15]
- 1994–1999: Jose Antonio de Freitas Pacheco[16]
- 1999–2009: Jacques Colin[17]
- 2009–2015: Farrokh Vakili[18]
- 2015–: Thierry Lanz[19][20]

## W kulturze popularnej
Obiekt pojawił się w jednej ze scen filmu Woody’ego Allena Magia w blasku księżyca (2014).